# Benjamin Leuenberger
Pas d'image ? Cliquez ici
Benjamin Leuenberger, né le 11 juin 1982 à Soleure est un pilote automobile suisse. Il compte notamment quatre participations aux 24 Heures du Mans, en 2003, 2004, 2008 et 2009.

## Carrière
Il participe pour la première fois aux 24 Heures du Mans en 2003, au volant d'une Panoz LMP-01 Evo, partagée avec David Saelens et Scott Maxwell. il abandonne à la dix-neuvième heure sur accident,. À l'âge de vingt-et-un ans, il est le plus jeune suisse à avoir pris le départ des 24 Heures du Mans.
En février 2009, il s'apprête à piloter la Lola B08/80 de Speedy Racing Team Sebah en catégorie LMP2, dans le championnat Le Mans Series et aux 24 Heures du Mans,.
En septembre 2010, il s'apprête à participer au Petit Le Mans à bord de la Panoz Abruzzi,,. Mais finalement, elle ne prend pas le départ de la course et fait ses débuts en compétition au mois de mars 2011, à l'occasion des 12 Heures de Sebring.
En 2013, il prend part aux 24 Heures du Nürburgring à bord d'une Toyota GT86.